# Paul Borgmann

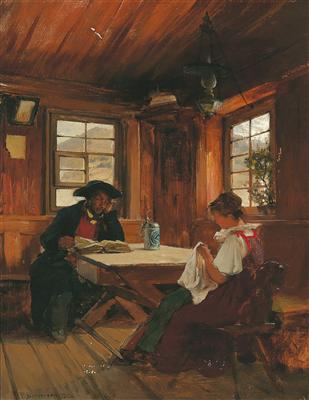
In der Stube

Paul Borgmann (* 29. Juli 1851 in Berlin; † 14. Oktober 1893 in Karlsruhe) war ein deutscher Genremaler, Sohn des gleichnamigen Landschaftsmalers, der ihm den ersten Malunterricht erteilte.
Nach dem Besuch des Berliner Friedrichsgymnasiums studierte Borgmann seit 1868 an der Königlich Preußischen Akademie der Künste in Berlin bei Karl Eduard Biermann und Carl Steffeck.
1873 wechselte er nach Weimar in das Atelier von Karl Gussow, folgte ihm später nach Karlsruhe, wo Gussow an der Großherzoglichen Badischen Kunstschule unterrichtete.
Seitdem wohnte Borgmann in Karlsruhe. Dank dem 1878 von der Berliner Akademie erhaltenen Rohrschen Stipendium verbrachte er ein Jahr in Italien und Frankreich.
Nach seiner Rückkehr nach Karlsruhe war Borgmann im Atelier von Ernst Hildebrand tätig, der eine Malschule für Frauen eingerichtet hatte. Als Hildebrand 1880 als Gussows Nachfolger nach Berlin ging, übernahm Borgmann die Leitung der Schule, aus der 1885 die großherzogliche Malerinnenschule Karlsruhe entstand, die er seit 1888 bis zu seinem Tod leitete. In der Malerinnenschule unterrichtete auch seine Schwester Resi Borgmann.
Paul Borgmann starb im Alter von 42 Jahren.